# 龍山県 (河北省)
龍山県（りゅうざん-けん）は中国にかつて存在した県。現在の中華人民共和国河北省廊坊市西部に相当する。
唐初に設置されたが、至徳年間には廃止されている。